# 相撲博物館
相撲博物館（すもうはくぶつかん）は、東京都墨田区の国技館内にある、日本の国技といわれる相撲の資料を収蔵した施設である。公益財団法人日本相撲協会が運営している。

## 概要
1954年（昭和29年）9月の蔵前国技館完成時に併設される形で開館し、1985年1月の両国国技館完成に伴い現在地に移転した。日本博物館協会会員館。博物館法に基づく東京都教育委員会登録博物館である。
初代館長となる酒井忠正が収集した相撲浮世絵コレクションなどを基礎に発足し、以降は随時資料の寄贈等を受けて収蔵点数を増加させている。1925年（大正14年）の協会設立時の寄附行為には協会の事業内容として「参考室の設備」が謳われていて、この規定に基づいて設置された。開館後の寄附行為の改正により「相撲博物館の維持運営」が協会の事業内容として明確に定められ、協会の公益財団法人移行に際しても協会定款に引き続き「相撲博物館の維持及び管理運営」が定められている。
入場料は無料だが国技館に併設しているため、国技館で本場所や有料の催し物がある際は、国技館の入場券をもっている者しか来場できない。それ以外の開館日には誰でも入場することができる。出入口は協会事務所付近と、国技館正面エントランスの2か所に設置されているが、国技館で催し物が無い時はエントランス側の出入口は閉じられる。休館日は土曜・日曜・祝日（本場所中は毎日開館）及び年末年始となっている。展示期間中に、ガイドツアーが行われることもある。
学芸員が相撲史の調査・研究にも取り組んでいて、2002年（平成14年）以降その成果は『相撲博物館紀要』として刊行されている。2024年（令和6年）までに第22号が発行されている。また資料の館外貸出展示や、相撲研究家、愛好家、報道関係者等の資料の閲覧・掲載・撮影への協力も行っている。

## 歴代館長
- 初代：酒井忠正（元伯爵、元貴族院副議長。横綱審議委員会委員長と兼任）1954年9月18日 - 1968年12月17日
- 2代：石井鶴三（彫刻家・画家。横綱審議委員会委員と兼任）1969年2月 - 1973年3月17日（死去）
- 3代：市川國一（元前頭筆頭 出羽ノ花國市）1976年1月30日 - 1987年5月30日（死去）
- 4代：花田勝治（第45代横綱 若乃花幹士）1994年3月16日 - 1996年9月6日
- 5代：納谷幸喜（第48代横綱 大鵬幸喜）2005年6月1日 - 2008年12月31日
- 6代：石山五郎（第57代横綱 三重ノ海剛司）2013年2月4日 - 2023年2月3日[5]

任期は通常3年。館長は名誉職の意味合いもあり現役の年寄が就任した例はないが、専任の館長が不在の場合は現役年寄による代行が置かれる。力士出身の館長は5代目の納谷（大鵬）を除きいずれも相撲協会理事長経験者である。
過去の館長代理・代行は以下の通りである。日本相撲協会の停年（定年）退職と同時に正式な館長に就任した者もいる。
- 代理：春日野清隆（第44代横綱 栃錦清隆）1988年2月1日 - 1990年1月10日
- 代理：二子山→藤島勝治（第45代横綱 若乃花幹士）1992年2月1日 - 1994年3月15日（館長に昇格）
- 代理：時津風勝男（元大関 豊山勝男）1996年9月8日 - 1998年1月31日
- 代理：境川尚（第50代横綱 佐田の山晋松）1998年2月1日 - 2002年1月31日
- 代行：高砂浦五郎（元大関 朝潮太郎）2002年2月1日 - 2005年5月31日
- 代行：九重貢（第58代横綱 千代の富士貢）2009年1月1日 - 2010年2月3日
- 代行：伊勢ノ海五太夫（元関脇 藤ノ川武雄）2010年2月4日 - 2011年2月1日
- 代行：武蔵川晃偉（第57代横綱 三重ノ海剛司）2011年2月2日 - 2013年2月3日（館長に昇格）
- 代行：八角信芳（第61代横綱 北勝海信芳）2023年2月4日[5] -

## 運営委員
上記のように現役の年寄は館長に就任しないが、現役の協会役員から博物館運営委員が選任されて、博物館の日常の運営に携わっている。
2024年3月27日現在の運営委員は春日野理事（関脇・栃乃和歌）、佐渡ヶ嶽理事（関脇・琴ノ若）、勝ノ浦理事（前頭2・起利錦）、高田川理事（関脇・安芸乃島）、藤島副理事（大関・武双山）の5人である。5人全員が日本相撲協会の執行部に所属している。